# 加藤和弥
加藤 和弥（かとう かずや、1969年7月10日 - ）は、日本の実業家。加藤産業株式会社代表取締役社長、一般社団法人日本加工食品卸協会理事。

## 人物・経歴
兵庫県出身。甲陽学院高等学校を経て、1992年一橋大学経済学部卒業。1994年一橋大学大学院経済学研究科修士課程修了、加藤産業入社。1995年取締役に昇格。1999年常務取締役。2001年専務取締役。
2003年から加藤産業代表取締役社長を務め、物流の効率化による経費削減等を進め、売上高1兆円を目標にグローバル化などにあたり、2018年には1兆円の売上高を達成させた。日本加工食品卸協会理事兼務。2019年兵庫県自治賞受賞。

## 親族
加藤武雄加藤産業名誉会長は父。